# Tommy Oar
Thomas Michael Oar (Southport, Australia, 10 de diciembre de 1991), conocido como Tommy Oar, es un exfutbolista australiano de ascendencia vasca. Jugaba como delantero.

## Selección nacional
El 13 de mayo de 2014 fue incluido por Ange Postecoglou, el entrenador de la selección australiana, en la lista preliminar de 30 jugadores con miras a la Copa Mundial de Fútbol de 2014. El 3 de junio fue confirmado en la lista final de 23 jugadores.

### Participaciones en Copas del Mundo
| Mundial                        | Sede     | Resultado    | Partidos | Goles |
| ------------------------------ | -------- | ------------ | -------- | ----- |
| Copa Mundial Sub-20 de 2009    | Egipto   | Primera fase | 3        | 0     |
| Copa Mundial Sub-20 de 2011    | Colombia | Primera fase | 3        | 2     |
| Copa Mundial de Fútbol de 2014 | Brasil   | Primera fase | 2        | 0     |

## Clubes
| Club                         | País         | Año       |
| ---------------------------- | ------------ | --------- |
| Brisbane Roar F. C.          | Australia    | 2008-2010 |
| F. C. Utrecht                | Países Bajos | 2010-2015 |
| Ipswich Town F. C.           | Inglaterra   | 2015-2016 |
| Brisbane Roar                | Australia    | 2016-2017 |
| APOEL de Nicosia             | Chipre       | 2017-2018 |
| Central Coast Mariners F. C. | Australia    | 2018-2020 |
| Macarthur F. C.              | Australia    | 2020-2022 |

## Palmarés

### Títulos nacionales
| Título                     | Club             | País   | Año  |
| -------------------------- | ---------------- | ------ | ---- |
| Primera División de Chipre | APOEL de Nicosia | Chipre | 2018 |

### Títulos internacionales
| Título        | Club (*)  | País      | Año  |
| ------------- | --------- | --------- | ---- |
| Copa Asiática | Australia | Australia | 2015 |

(*) Incluyendo la selección.